# 椎 (駆逐艦)
椎（しい）は日本海軍の駆逐艦。仮称4811号艦、橘型（改松型）駆逐艦として舞鶴海軍工廠で建造された。艦名は植物の椎による。この艦名を持つ最初の艦船である。

## 艦歴
1944年（昭和19年）9月18日に舞鶴海軍工廠で起工、1945年（昭和20年）1月13日に進水し、3月13日に竣工した。
竣工後、訓練部隊の第十一水雷戦隊（高間完少将）に編入。瀬戸内海西部に回航され、回航当時は健在だった戦艦「大和」の姿に圧倒されたり、発電機の不良や搭載した重油に塵埃が混入するなどのトラブルがありながらも訓練に従事する。
5月20日付で第三十一戦隊（鶴岡信道少将）第四十三駆逐隊に編入される。6月5日、豊後水道で訓練中に触雷して損傷。7月24日には平生で回天発射訓練中にP-51戦闘機と交戦し、損傷はしなかったものの戦死者を出した。
終戦時は無傷で呉にあり、同地にて8月17日にアメリカ海軍へ引き渡され、武装解除を受けた。10月5日付で日本海軍から除籍された。10月25日から外地からの復員輸送に従事した。12月1日付けで正式に特別輸送艦に指定され、翌1946年（昭和21年）12月13日までの間に、沖縄 - 日本を含め20回以上の復員輸送に従事した。
1947年（昭和22年）7月5日、ナホトカで賠償艦としてソ連に引渡された。艦名は自由な（もしくは無料の、あるいは生意気な）という意味のヴォーリヌイ（ロシア語:Вольныйヴォーリヌィイ）に改められ、ソ連海軍で駆逐艦に相当する艦隊水雷艇（эскадренный миноносец）に分類された。1947年8月中旬、ウラジオストクへ到着し、太平洋艦隊に編入された。しかし、活用されることなく同地にて1949年3月まで係留された。同月中旬に類別を標的艦（корабль цель）に変更され、艦名もTsL-24（ЦЛ-24ツェエール・ドヴァーッツァチ・チトィーリェ）と改められた。その後、1959年まで訓練用に使用された。その年の11月、ソ連海軍から除籍され、解体された。ヴォーリヌイの艦名は、30-bis号計画型艦隊水雷艇に受け継がれている。

## 歴代艦長
艤装員長
1. 青山豊四 少佐：1945年2月20日[7] - 1945年3月13日[8]

駆逐艦長/艦長
1. 青山豊四 少佐/第二復員官/第二復員事務官/復員事務官：1945年3月13日[8] - 1946年8月2日[9]
2. 石飛矼 復員事務官：1946年8月2日[9] - 1947年1月10日[10]
3. 武田新太郎 復員事務官：1947年1月10日[10] -